# Vraneštica
Vraneštica (makedonska: Вранештица) är en ort i Nordmakedonien. Den ligger i kommunen Kičevo, i den västra delen av landet, 70 kilometer sydväst om huvudstaden Skopje. Vraneštica ligger 661 meter över havet och antalet invånare är 1 265.